# تاکاهاشی موتوتانه
تاکاهاشی موتوتانه (به ژاپنی: 高橋 元種 たかはし もとたね); ۱ ژانویهٔ ۱۵۷۱ – ۱۰ نوامبر ۱۶۱۴)، دایمیو در ولایت هیوگا، سامورایی در دوره سنگوکو و دوره آزوچی-مومویاما، اهل ژاپن بود. وی یکی از فرماندهان در تهاجم ژاپن به کره (۱۵۹۸–۱۵۹۲) بود. همراه با برادر خود آکیزوکی تانه‌ناگا در نبرد سکیگاهارا در جبهه غربی از ایشیدا میتسوناری پشتیبانی کرد.